# 哈利瓦 (夏威夷州)
哈利瓦（英語：Haleiwa）是位於美國夏威夷州檀香山縣的一個人口普查指定地區。

## 地理
哈利瓦的座標為21°35′24″N 158°06′50″W / 21.59000°N 158.11389°W，而該地最高點為海拔高度4米（即12英尺）。

## 人口
根據2010年美國人口普查的數據，哈利瓦的面積為7.70平方千米，當中陸地面積為5.90平方千米，而水域面積為1.80平方千米。當地共有人口3970人，而人口密度為每平方千米515.58人。